# Arquitectura de cristal y hierro

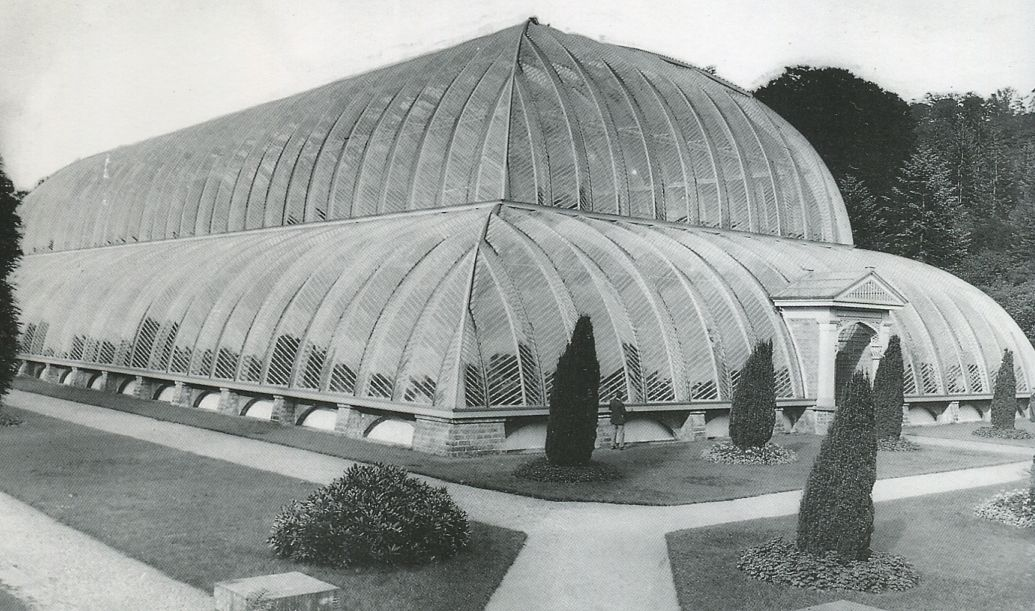
Invernadero de Chatsworth House.

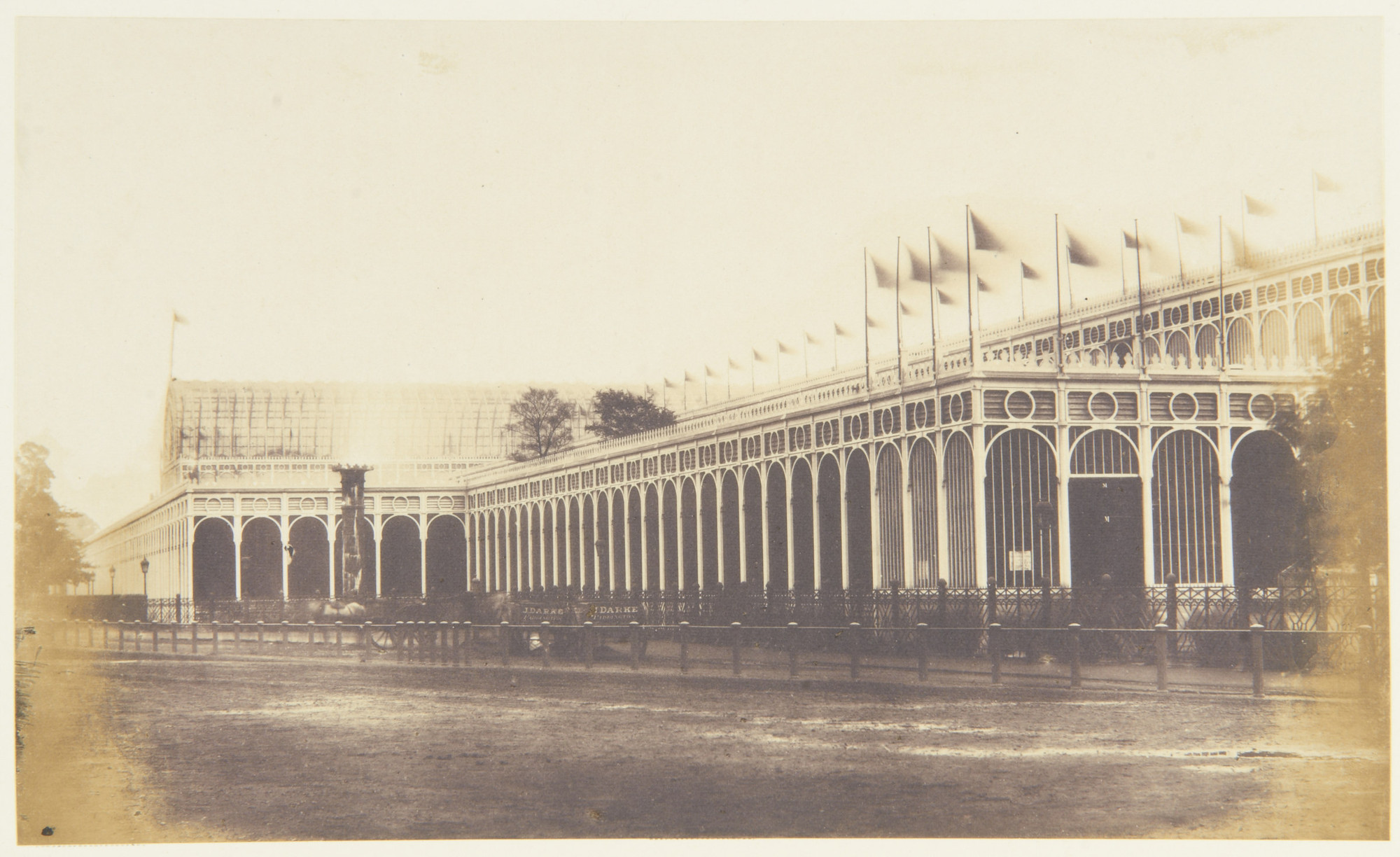
The Crystal Palace.

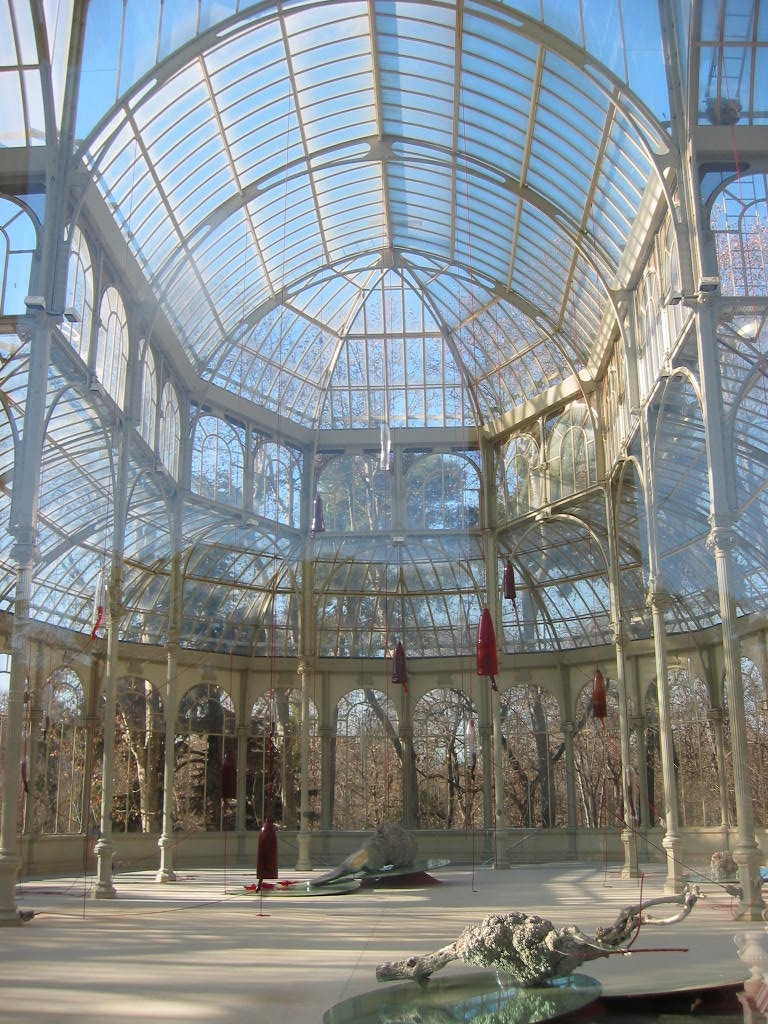
Palacio de Cristal del Retiro, Ricardo Velázquez Bosco, 1887. Arquitectura de cristal y hierro en España.

La arquitectura de cristal y hierro, de hierro y vidrio, o ferrovítrea, son denominaciones de una técnica constructiva y estilo arquitectónico propio de la Revolución industrial, que se popularizó a través de la arquitectura ferroviaria, las galerías comerciales y mercados cubiertos, y los grandes pabellones de las exposiciones universales de la segunda mitad del siglo XIX.
Obtuvo una gran aceptación social en la Inglaterra victoriana a partir del Crystal Palace (Joseph Paxton, 1851). Paxton había experimentado el empleo de estos materiales en la construcción del gran invernadero de Chatsworth House (1837-1840), que impresionó a la reina Victoria y fue imitado en la Palm House del Real Jardín Botánico de Kew (arquitecto Decimus Burton y fundidor Richard Turner, 1841-1849). Previamente se había levantado una cúpula de hierro y cristal de 18 metros de diámetro en el Coal Exchange de Londres (James Bunstone Bunning, 1847-1849). Existen precedentes anteriores. Entre 1843 y 1846 se construyó en Italia la cubierta transparente del Teatro Goldoni (Livorno), de Giuseppe Cappellini.

## SigloXIX
Durante el siglo XIX la tecnología del mismo no dejó de desarrollarse y el hierro forjado alcanzó excepcional relevancia cuando se inventó el laminador universal y pudieron lograrse grandes vigas. Más adelante, el acero sustituiría al hierro fundido y forjado por su resistencia y elasticidad.

Sin embargo, desde la invención de estos materiales hasta la generalización de su uso transcurriría mucho tiempo. Por ejemplo, el hormigón armado, hallado en 1849, no se hizo notar realmente en la arquitectura hasta entrado el siglo XX y muchos arquitectos lo rechazaron por alterar la imagen tradicional de los edificios. Por su parte, los proyectos diseñados solo con hierro producían la sensación de ser artefactos extraños, no arquitectónicos, de ahí que nuevamente muchos arquitectos los consideraran obras de ingeniería sin belleza posible.
Sin embargo, pese a ese rechazo conceptual los arquitectos acabaron asumiendo las innovaciones, dados sus beneficios. Ya se había empleado ese material en cubiertas en el siglo XVIII e Inglaterra fue el país más precoz en su uso; después se sumarían Francia y los demás países industrializados.

## SigloXX
La utilización masiva del acero tanto para las estructuras (Steel Framing) como para elementos visibles y de una "piel" exterior acristalada (curtain wall o "muro cortina") es característica de la arquitectura funcionalista y los rascacielos del Movimiento Moderno y la segunda escuela de Chicago (Mies van der Rohe), a partir del segundo tercio del siglo XX (más recientemente, los sistemas de cerramiento exterior con double-skin facade o fachada ventilada).

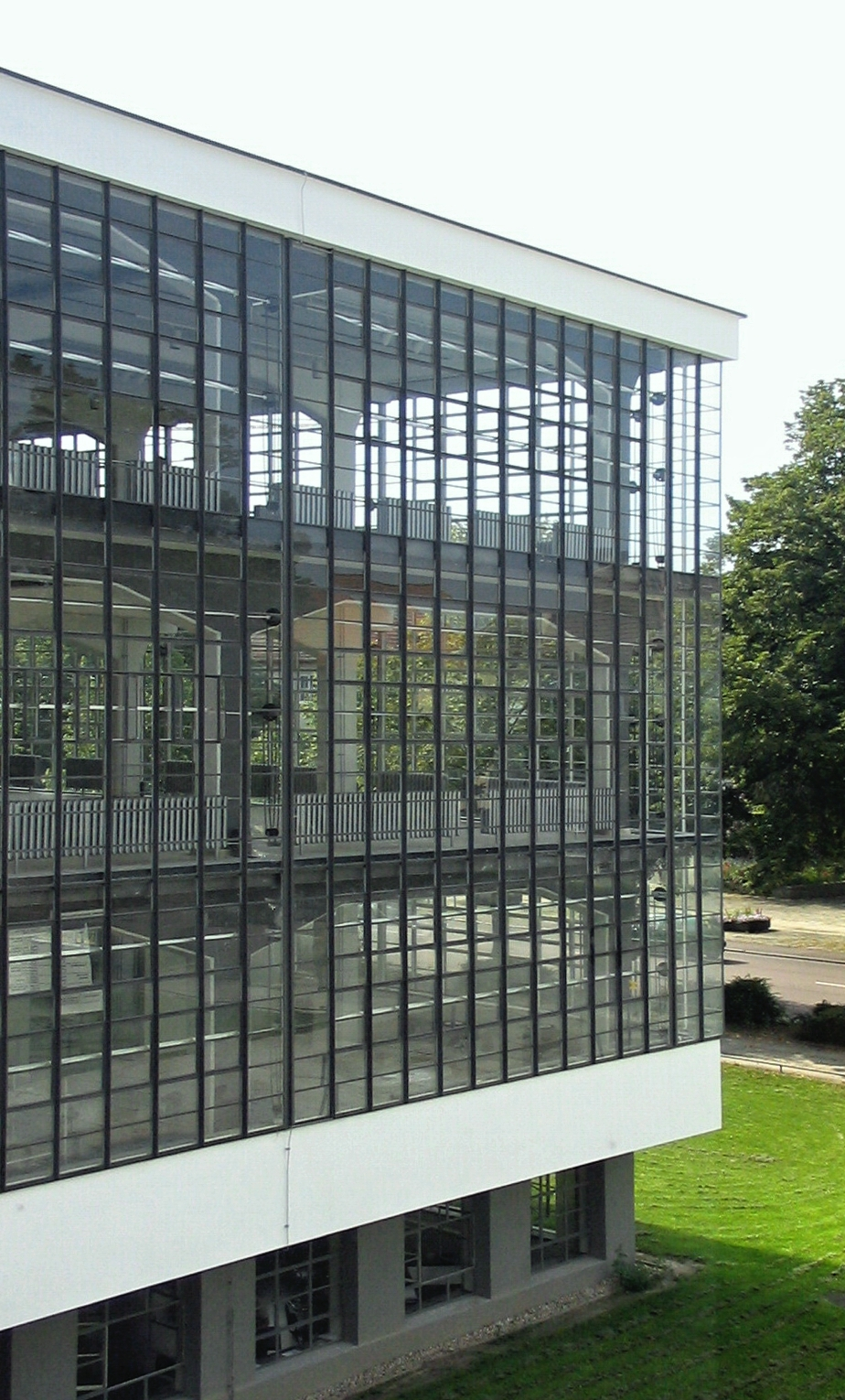
Edificio De la Bauhaus en Dessau, Walter Gropius (1926)
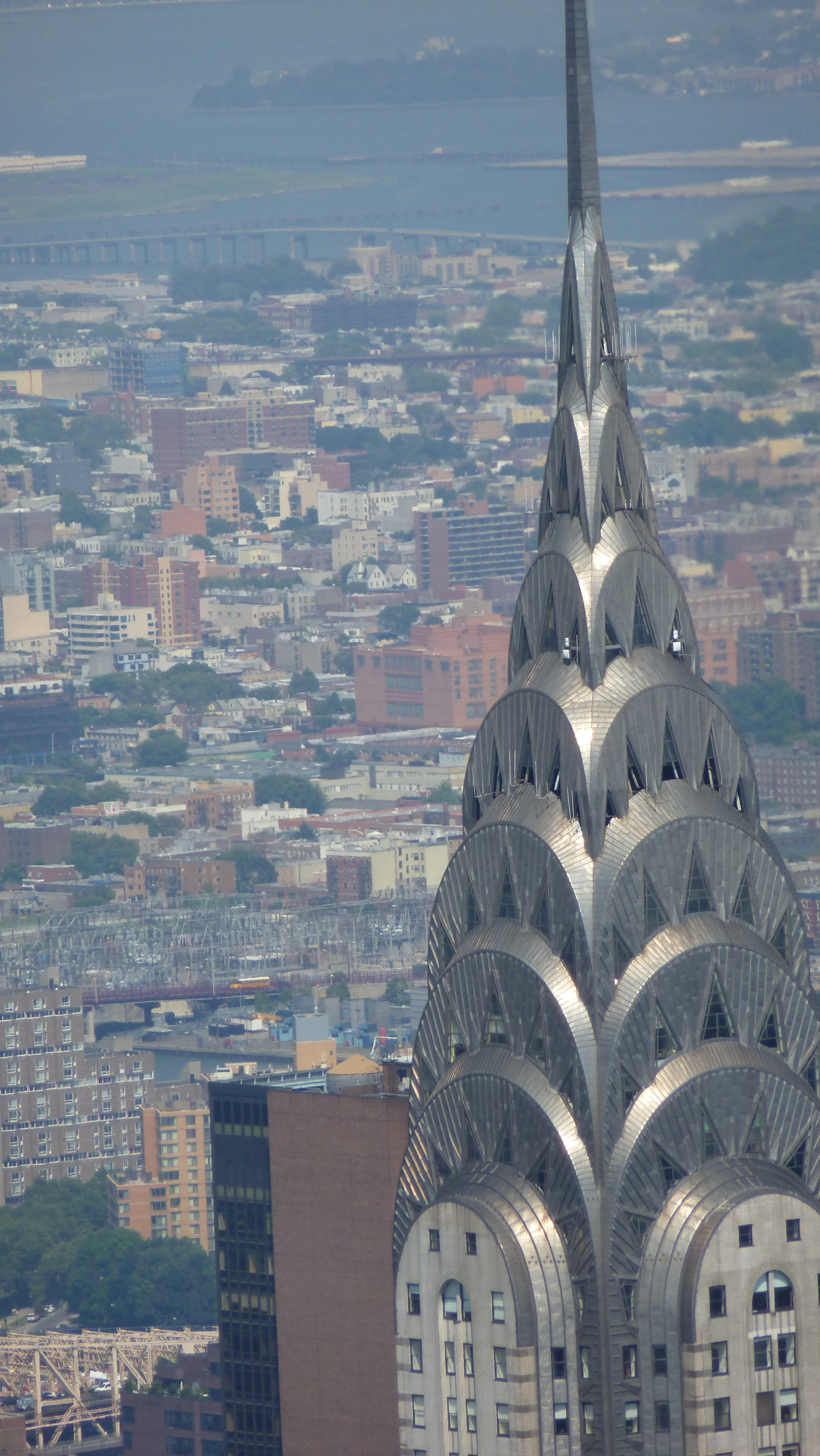
Edificio Chrysler, William Van Alen (1928-1930)
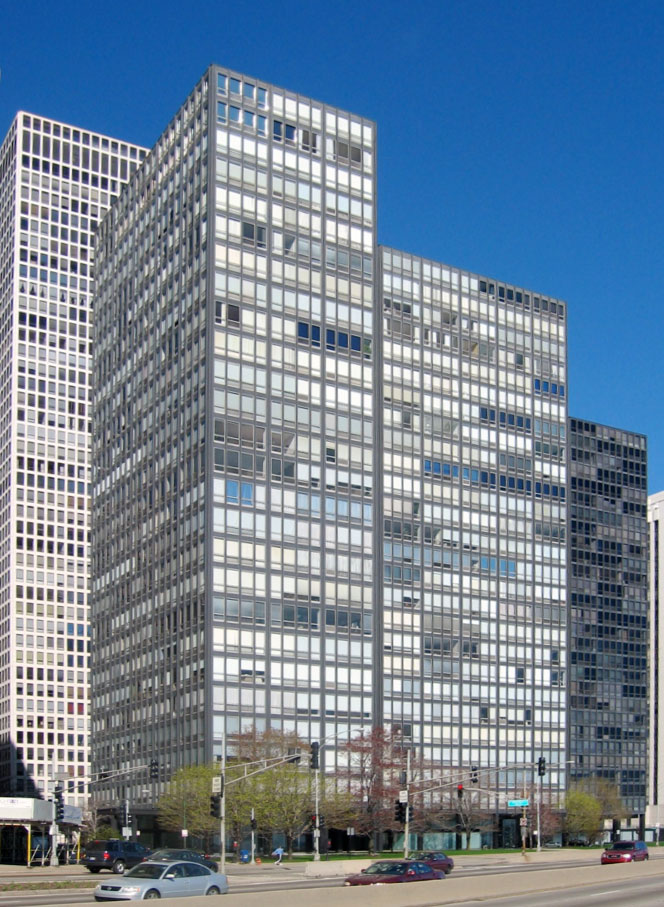
Apartamentos Lake Shore Drive, Mies Van der Rohe (1949)
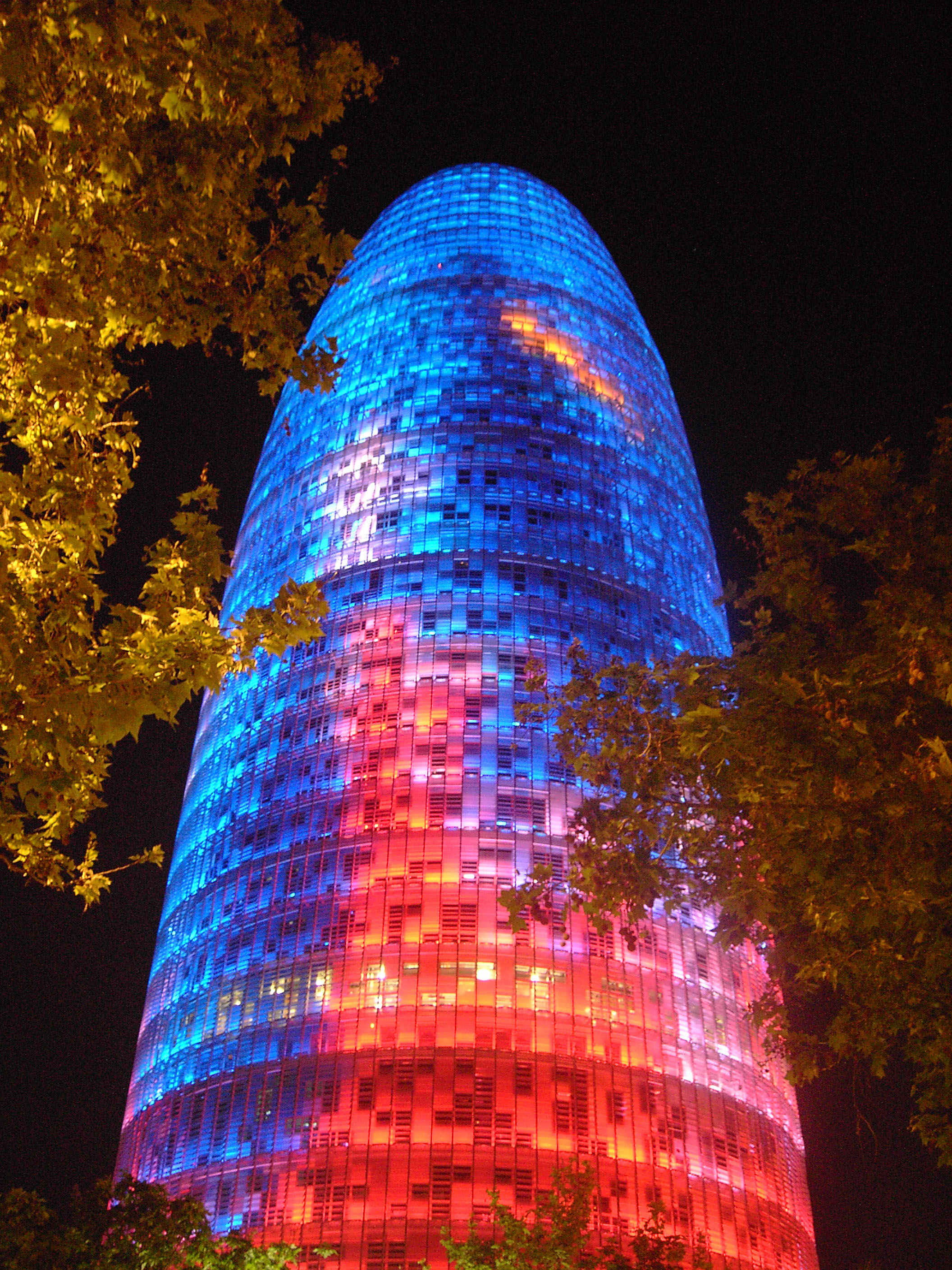
Torre Agbar en Barcelona, Jean Nouvel (2005)

## Galería

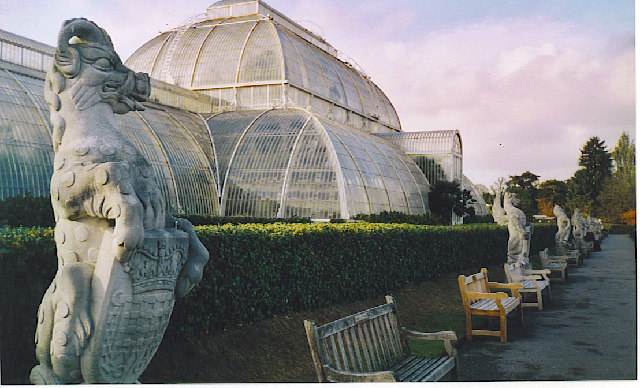
La Palm House de Kew
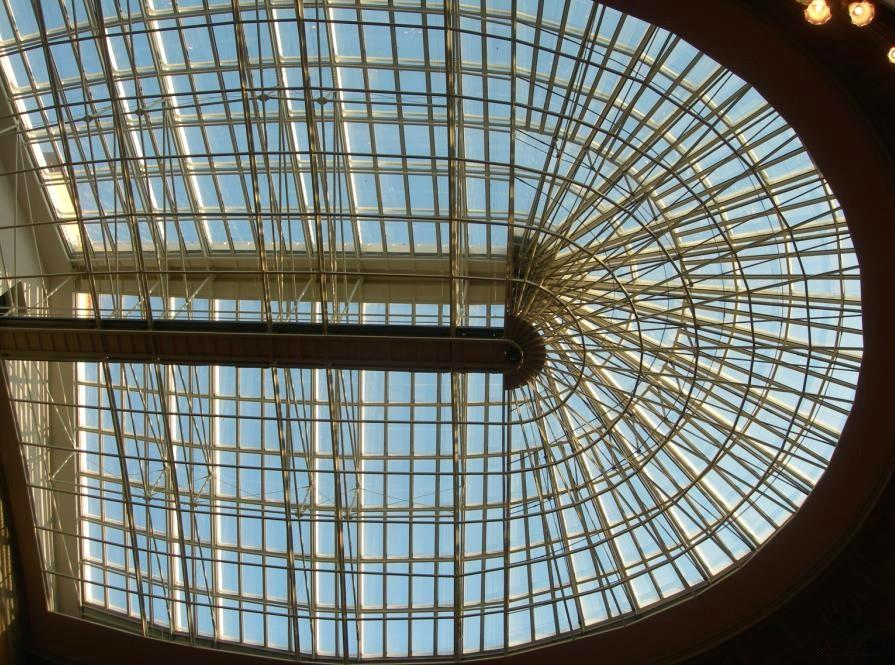
Cubierta del Teatro Goldoni
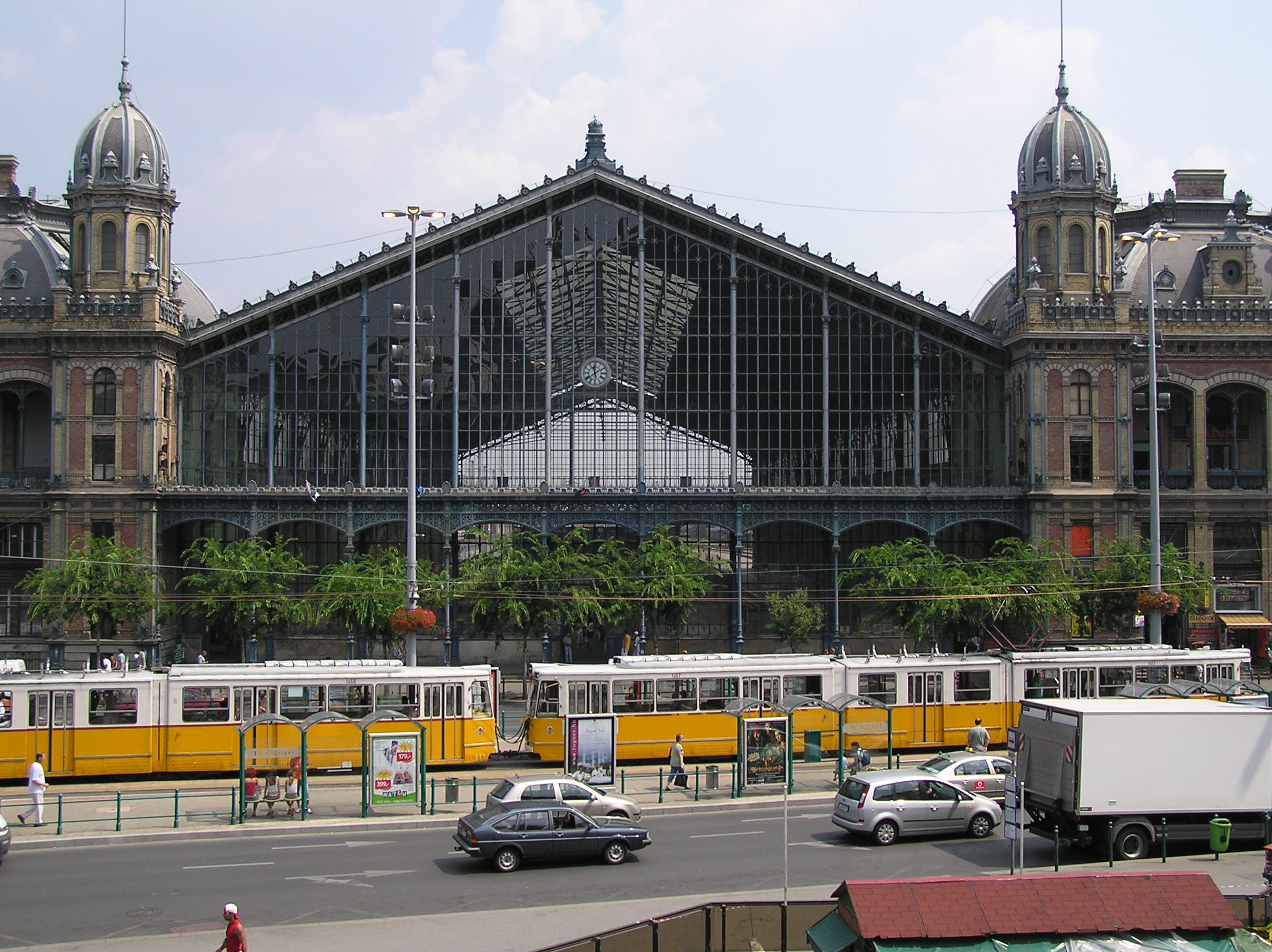
Estación Budapest-Nyugati, August de Serres (compañía Eiffel) (1877)
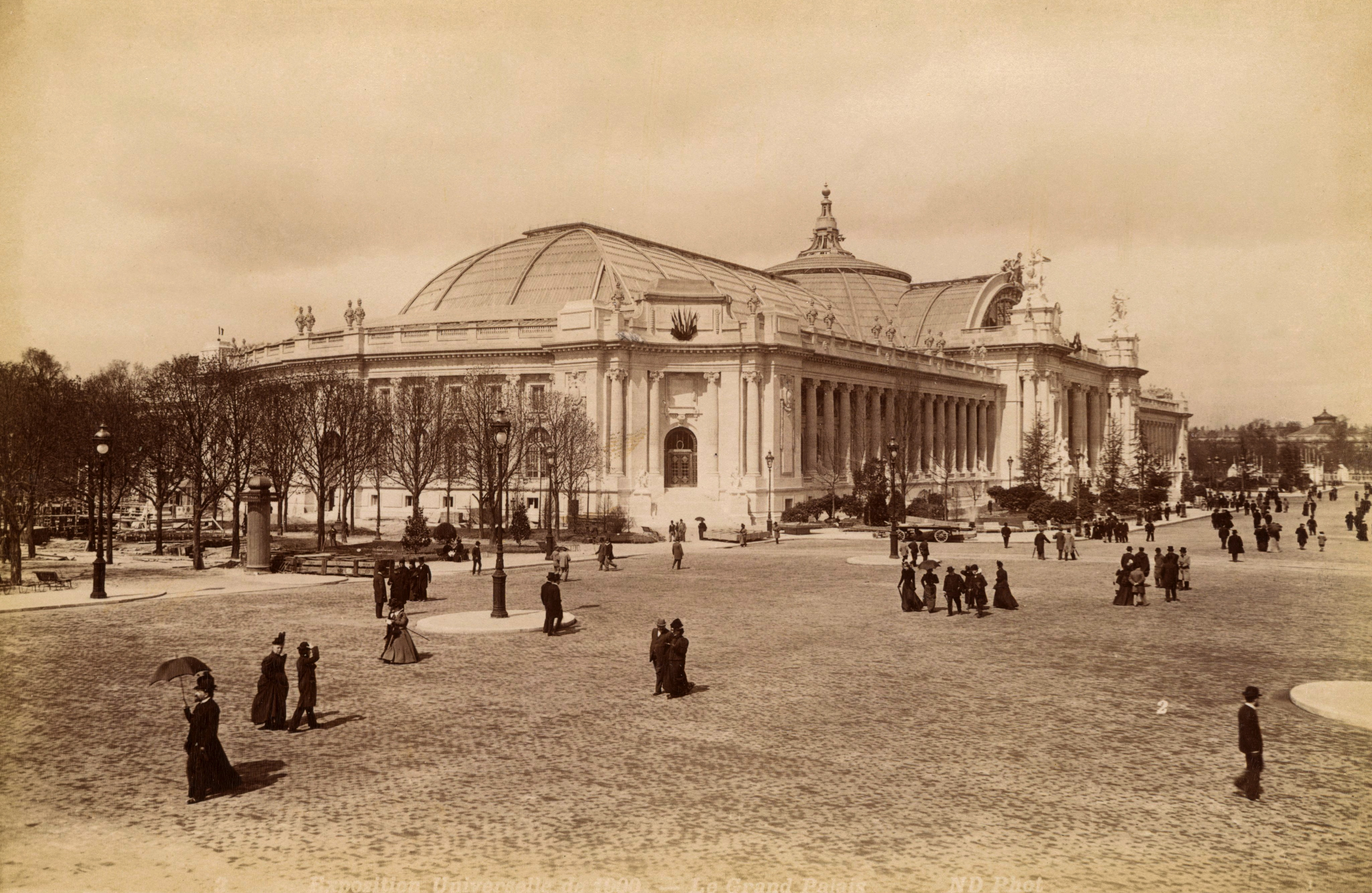
Grand Palais de la Exposición Universal de París de 1900